# Amado Guevara
Amado Guevara (Tegucigalpa, 2 mei 1976) is een Hondurees voormalig voetballer en huidig voetbaltrainer. Hij is vooral bekend van zijn periode in de Major League Soccer van 2003 tot en met 2009 en als de aanvoerder van Honduras op het WK 2010.

## Clubcarrière
Guevara brak in eigen land door bij Motagua, waarvoor hij gedurende zijn loopbaan in drie verscheidene periodes zou spelen. Na goed spel op het WK onder 20 in 1995 speelde de middenvelder zich in de kijker bij Real Valladolid. Hij bracht het seizoen 1995/96 dan ook op huurbasis door bij de Spaanse ploeg, destijds onder leiding van Rafael Benítez. Na omzwervingen bij Toros Neza, Zacatepec FC (Mexico) en Deportivo Saprissa (Costa Rica) tekende Guevara in april 2003 bij MetroStars in de Major League Soccer.
In de Verenigde Staten excelleerde Guevara vooral in zijn tweede seizoen. De Hondurees maakte tien doelpunten en gaf tien assists, werd uitgeroepen tot Most Valuable Player van de Major League Soccer, won de MLS Golden Boot en werd opgenomen in het beste elftal van de MLS. Guevara speelde vier seizoenen in New York voordat hij de club verruilde voor Chivas USA, waar hij herenigd werd met coach Bob Bradley. Bradley haalde Guevara naar Amerika toen hij de MetroStars coachte in 2003. Bij Chivas speelde Guevara slechts vier wedstrijden voordat hij werd uitgeleend aan zijn voormalige club Motagua.
Guevara keerde terug naar de MLS voor de seizoenen 2008 en 2009, waar hij speelde voor Toronto FC. Met de Canadese club won hij in 2009 de Canadian Championship. Hij scoorde negen doelpunten in zesenveertig wedstrijden voor The Reds alvorens terug te keren naar Honduras bij Motagua. In het seizoen 2014/15 sloot hij zijn loopbaan af bij Marathón.

## Interlandcarrière
Guevara is met 138 interlands na Maynor Figueroa de speler met de meeste interlands voor het Hondurees voetbalelftal. Met zijn land speelde de middenvelder driemaal op de Gold Cup, eenmaal op de Copa América en nam hij deel aan het WK 2010. Zijn laatste interland was in juni 2010 tijdens het WK tegen de uiteindelijke winnaar Spanje.

## Trainerscarrière
Guevara was van 2018 tot 2019 bondscoach van Puerto Rico. Hij had vier wedstrijden de leiding over het nationale elftal, allen ter kwalificatie voor de CONCACAF Nations League 2019/20.
Op 9 augustus 2023 maakte Carolina Core FC bekend Guevara als assistent-trainer aangesteld te hebben voor hun eerste seizoen in 2024.
| Interlands Puerto Rico onder leiding van Amado Guevara | Interlands Puerto Rico onder leiding van Amado Guevara | Interlands Puerto Rico onder leiding van Amado Guevara | Interlands Puerto Rico onder leiding van Amado Guevara | Interlands Puerto Rico onder leiding van Amado Guevara | Interlands Puerto Rico onder leiding van Amado Guevara |
| №                                                      | Datum                                                  | Wedstrijd                                              | Uitslag                                                | Competitie                                             |                                                        |
| ------------------------------------------------------ | ------------------------------------------------------ | ------------------------------------------------------ | ------------------------------------------------------ | ------------------------------------------------------ | ------------------------------------------------------ |
| 1                                                      | 09.09.2018                                             | Saint Kitts en Nevis – Puerto Rico                     | 1 – 0                                                  | Kwalificatie CONCACAF Nations League 2019/20           |                                                        |
| 2                                                      | 13.10.2018                                             | Puerto Rico – Martinique                               | 0 – 1                                                  | Kwalificatie CONCACAF Nations League 2019/20           |                                                        |
| 3                                                      | 16.11.2018                                             | Belize – Puerto Rico                                   | 1 – 0                                                  | Kwalificatie CONCACAF Nations League 2019/20           |                                                        |
| 4                                                      | 24.03.2019                                             | Puerto Rico – Grenada                                  | 0 – 2                                                  | Kwalificatie CONCACAF Nations League 2019/20           |                                                        |